# البطحة (إقليم)
البطحة (بالفرنسية: Batha)‏ هو إقليم من ضمن 23 إقليم في تشاد، يقع في وسط البلاد. يتألف من ما كان سابقا محافظة البطحة مع بعض التعديلات الحدودية الطفيفة. عاصمة الإقليم هي أتي.

## جغرافية
يحد الإقليم من الشمال إقليم بوركو، وإقليم وادي فيرا وإقليم واداي من الشرق، وإقليم سيلا من الجنوب الشرقي، وإقليم جويرا من الجنوب، وإقليم هاجر لاميس من الجنوب الغربي، وإقليم بحر الغزال إلى الشمال الغرب. تتكون تضاريس الإقليم من مروج السافانا عمومًا، حيث تندمج في الصحراء الكبرى في شمال الإقليم ذات الكثافة السكانية المنخفضة. تقع بحيرة فيتري في الجنوب الغربي من الإقليم.

### المستوطنات
أتي هي عاصمة الإقليم. ومن بين المستوطنات الكبرى الأخرى أم ساك، أسيني، جيدا، هاراز جومبو كيبيت، هيدجليدي، أم هاجر وياو.

## التركيبة السكانية
حسب تعداد تشاد لعام 2009، بلغ عدد سكان الإقليم 52 731 نسمة، حيث شكلت الإناث نسبة 51.9 بالمائة. يبلغ متوسط حجم الأسرة في عام 2009 5.1 فرد في الأسر الريفية و5.4 فرد في المناطق الحضرية. كان عدد الأسر 103 261 أسرة: منها 89 991 أسرة في المناطق الريفية و13 270 أسرة في المناطق الحضرية. كان عدد البدو الرحل في الإقليم 37 419 شخص، أي 9.6 بالمائة من السكان. كان هناك 526 008 شخص يقيمون في أسر خاصة. كان هناك 221 810 شخصًا فوق سن 18 عامًا: 98 651 ذكرًا و123 159 أنثى. وكانت نسبة الجنس .93 (93 إناث لكل 100 ذكر).
المجموعات العرقية اللغوية الرئيسة هي العرب جماعات مثل البقارة، الذين يتحدثون في الغالب التشادية العربية (33.62 بالمائة)، دار داجو داجو (نسبة غير معروفة)، جماعات ليزي  مثل بيلالا (18.11٪) والنبأ-كوكا (15.71٪)، المساليت (5.73٪) والماسماجي (5.61٪).

## اقتصاد
اعتبارًا من عام 2015، كانت الإنترنت والهاتف محدودة وكان البريد هو الوسيلة الأساسية للاتصال.
في عام 2016، اكتشف الذهب في المنطقة، وبدأ العديد من الناس من جميع أنحاء تشاد، وبعضهم من مناطق بعيدة مثل النيجر والسودان، يتدفقون إليها. ومع ذلك، تحرك الجيش التشادي لمنع أي شخص من الوصول إلى المنطقة.

## الإدارة
كجزء من اللامركزية في فبراير 2003، تم تقسيم تشاد إدارياً إلى أقاليم (مناطق) ومحافظات وبلديات ومجتمعات ريفية. تم إعادة تعيين المحافظات التي كانت في الأصل 14 في 23 إقليم. تدار المناطق من قبل المحافظين الذين يعينهم الرئيس. المحافظون، الذين كانوا يتحملون أصلاً مسؤولية المحافظين الأربعة عشر، ما زالوا يحتفظون بالألقاب وكانوا مسؤولين عن إدارة الإدارات الأصغر في كل إقليم. يتم انتخاب أعضاء المجالس المحلية كل ست سنوات، بينما يتم انتخاب الأجهزة التنفيذية كل ثلاث سنوات. اعتبارًا من عام 2016، هناك 23 إقليم في تشاد، مقسمة على أساس السكان والراحة الإدارية.

### التقسيمات
ينقسم إقليم البطحة إلى ثلاثة محافظات:
- البطحة الشرقية
- البطحة الغربية
- فيتري